# روبرت برتكو
روبرت برتكو (بالألمانية: Robert Bartko) مواليد 23 ديسمبر 1975 في بوتسدام، ألمانيا الشرقية، هو دراج ألماني سابق. سبق أن شارك في دورة الألعاب الأولمبية الصيفية وفاز بميدالية أولمبية.

## الميداليات
| الميدالية | المسابقة                       |
| --------- | ------------------------------ |
| ذهبية     | الألعاب الأولمبية الصيفية 2000 |
| ذهبية     | الألعاب الأولمبية الصيفية 2000 |

## روابط خارجية
- روبرت برتكو على موقع الاتحاد الدولي للدراجات (الإنجليزية)
- روبرت برتكو على موقع أرشيف الدراجات (الإنجليزية)
- روبرت برتكو على موقع إحصائيات الدراجات الإحترافية (الإنجليزية)
- روبرت برتكو على موقع نسبة الدراجات (الإنجليزية)
- روبرت برتكو على موقع CycleBase (الإنجليزية)
- روبرت برتكو على موقع أوليمبيديا (الإنجليزية)